# Турбулентное число Прандтля
Турбулентное число Прандтля (Prt) — критерий подобия в гидродинамике. Оно определяется следующим образом:
{\displaystyle \mathrm {Pr} _{t}\,={\frac {c_{p}\eta _{t}}{\varkappa _{t}}}},
где:
- {\displaystyle \varkappa _{t}} — турбулентная теплопроводность;
- {\displaystyle \eta _{t}} — турбулентная вязкость;
- {\displaystyle c_{p}} — теплоёмкость при постоянном давлении.

{\displaystyle \mathrm {Pr} _{t}\,={\frac {\overline {v_{x}'v_{y}'}}{\overline {v_{y}'T'}}}\left({\frac {\partial {\bar {v}}_{x}}{\partial y}}\right)^{-1}\,{\frac {\partial {\bar {T}}}{\partial y}}}